# 1996年夏季残疾人奥林匹克运动会澳门代表团
1996年夏季残疾人奥林匹克运动会澳门代表团是澳门派出的1996年夏季残疾人奥林匹克运动会代表团。这是澳门特别行政区成立前，该地最后一次以葡属领地身份参加残奥。未获得奖牌。